# Slapt-get
slapt-get è un sistema di gestione dei pacchetti da riga di comando, simile all'Advanced Packaging Tool, realizzato dai membri della comunità della distribuzione Linux Slackware.

## Caratteristiche
Tra le caratteristiche principali spicca quella di essere in grado di risolvere automaticamente le dipendenze, elemento mancante negli strumenti per la gestione dei pacchetti di Slackware.
Altre caratteristiche sono:
- uso dei programmi nativi di Slackware (installpkg, upgradepkg, and removepkg)
- supporta il download dei pacchetti da mirror diversi
- supporta mirror FTP, FTPS, HTTP e HTTPS
- permette il completamento dei download interrotti e la verifica dei pacchetti con il controllo di integrità MD5
- mostra i pacchetti disponibili e installati
- ricerca pacchetti tramite espressioni regolari
- possibilità di aggiornamento istantaneo alla nuova versione di Slackware